# 井上雅二

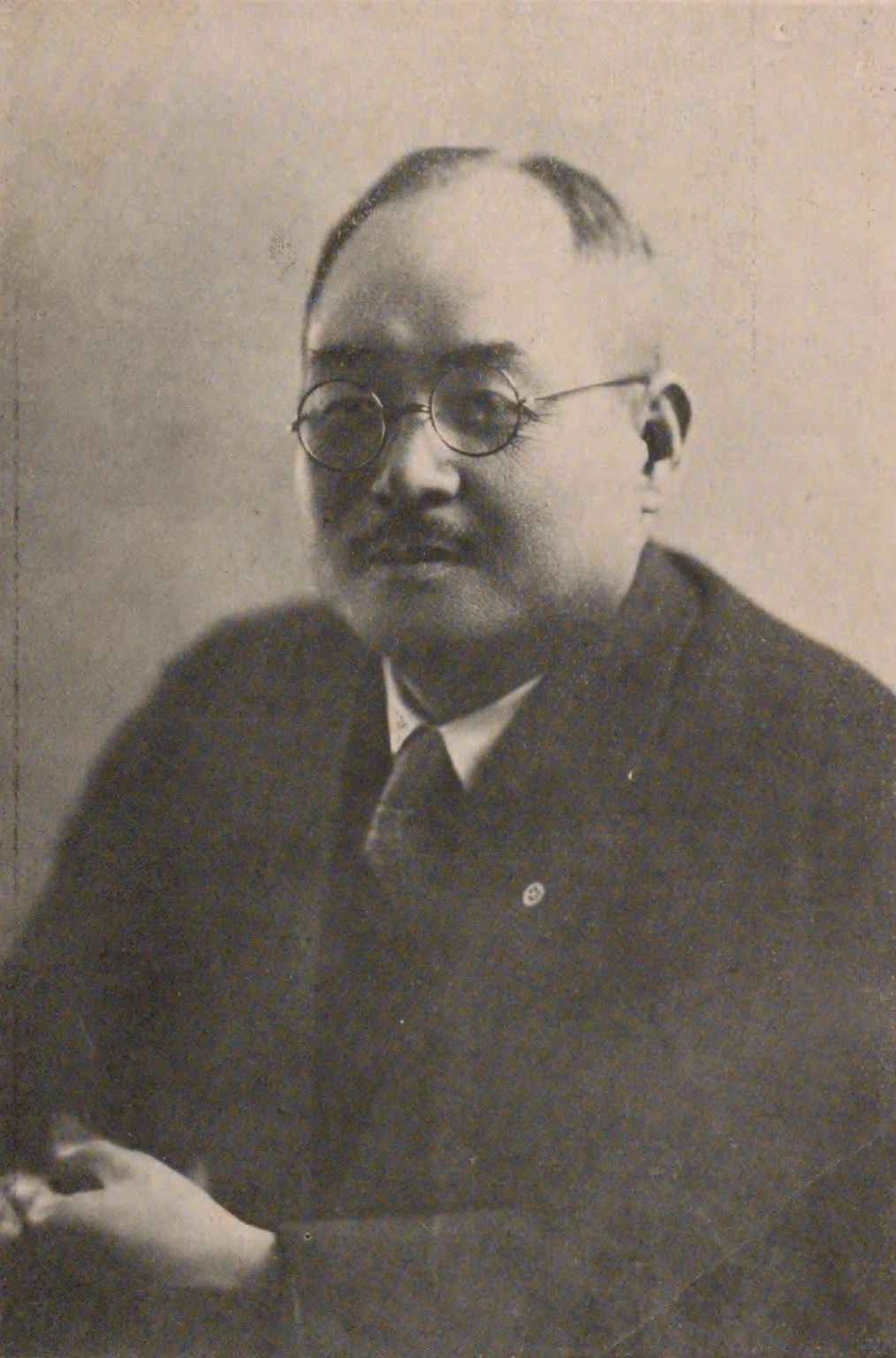
井上雅二

井上 雅二（いのうえ まさじ、1877年（明治9年）2月23日（6月23日とする資料もある） - 1947年（昭和22年）6月23日）は、日本のアジア主義者・南進論者・実業家・衆議院議員（中正倶楽部所属）。

## 経歴
兵庫県氷上郡神楽村（現在の丹波市）に足立多兵衛の二男として生まれ、井上藤兵衛の養子となった。海軍兵学校に入るが、大陸に志を抱いて退学した。その後、東京専門学校（現在の早稲田大学）に入学。在学中からアジア主義団体の東亜会に関係し、1898年（明治31年）に東亜会と同文会が合同し、東亜同文会が成立すると、幹事に就任した。1899年（明治32年）に東京専門学校英語政治科を卒業。1900年、清国（中国）で義和団の乱が勃発すると、立憲派（勤王派 / 康有為派）の唐才常による「自立軍」蜂起計画を援助し、東亜同文会による「連邦保全」策に関与した。またウィーン大学やベルリン大学に留学し、経済学と植民政策学を学んだ。
日露戦争開始とともに東亜同文会特派員・逓信省嘱託として韓国に渡り、1905年（明治38年）に目賀田種太郎財政顧問のもと財務官に就任した。1907年（明治40年）宮内府書記官に転じ、1909年（明治42年）に退官した。
その後1910年代には著作によって経済的な南進論を唱道し、実業としても東南アジア開拓を志して1911年（明治44年）南亜公司を創設し、1915年（大正4年）に南洋協会が設立されると理事とななり、1920年には同協会専務理事となる。1924年（大正13年）に海外興業株式会社取締役社長、1926年（大正15年）には秘露綿花株式会社社長に就任するなど、南米の開拓事業にも進出した。政治家としては、1924年の第15回衆議院議員総選挙に出馬し、当選した。上記のほか、メキシコ産業社長、東洋拓殖常務顧問、人口問題研究会常務理事、アフガニスタン協会会長、日伯中央協会常務理事などを歴任した。第二次世界大戦末期の鈴木貫太郎内閣成立に際しては、顧問を務めた。
1947年6月23日に死去。
国立国会図書館憲政資料室には彼の書翰を中心とする「井上雅二関係文書」が所蔵されている。

## 南亜公司
南亜公司は、三五公司源成農場で成功した愛久澤直哉の助言でマラヤに設立された森村組系の農園会社で、のちに井上が代表となった。法華津孝治、森村開作、和田豊治、川崎栄助らが役員を務めた。森村は1916年より1929年まで社長を務めた。ゴム栽培を主とし、1937年に昭和護謨株式会社（現・昭和ホールディングス）に吸収合併された。

## 家族
妻の秀は教育者で日本女子大学学長を務めた。

## 著書
- 『中央亜細亜旅行記』（民友社、1903年）
- 『韓国経営資料 埃及に於ける英国』（清水書店、1906年）
- 『巨人荒尾精』（佐久良書房、1910年）
- 『四大陸游記』（民友社、1911年）
- 『南洋』（冨山房、1915年）
- 『改造途上の世界』（民友社、1923年）
- 『西半球を巡りて』（民友社、1926年）
- 『世界を家として 偉人と山水』（博文館、1929年）
- 『海外雄飛 若き日本の新路』（民友社、1929年）
- 『支那論』（東亜同文会、1930年）
- 『海外移住問題の実際』（日本植民通信社、1931年）
- 『詩と人と境』（実業之日本社、1934年）
- 『移住制限問題に直面して 三たび友邦ブラジルを訪ふ』（実業之日本社、1935年）
- 『大日本の進む路』（実業之日本社、1938年）
- 『興亜一路』（刀江書院、1939年）
- 『往け南は招く』（刀江書院、1940年）
- 『南進の心構へ』（刀江書院、1941年）
- 『亜細亜中原の風雲を望んで』（照文閣、1942年）
- 『南方開拓を語る』（照文閣、1942年）
- 『世界を見渡しつつ 興亜青年に贈る』（刀江書院、1943年）